# Чиуауа (пустиня)
Чихуахуа (на английски: Chihuahuan Desert; на испански: Desierto de Chihuahua) е пустиня и екорегион в Северно Мексико и Югозапада на САЩ. Заема голяма част от Западен Тексас, части от долината на Рио Гранде в Ню Мексико и част от Югоизточна Аризона, както и централните и северните части на Мексиканското плато. На запад граничи с хребета Западна Сиера Мадре. В Мексико покрива голяма част от щата Чиуауа, части от Коауила де Сарагоса и Дуранго и крайни части от Сакатекас и Нуево Леон. С площ от около 362 600 km2, това е най-голямата гореща пустиня в Северна Америка.

## География
Няколко големи планински хребета са разположени в пустинята – Западна Сиера Мадре, Сиера дел Кармен, Орган, Франклин, Сакраменто, Чисос, Гуадалупе и Дейвис. Те образуват „острови в небето“ с по-хладен и по-влажен климат в сърцето на пустинята. В тях се намират както иглолистни, така и широколистни гори.
В пустинята се намират и няколко градски района: Сиудад Хуарес (най-големият), Чиуауа, Салтильо и Тореон в Мексико и Ел Пасо и Тусон в САЩ.
Според Световния фонд за природата, пустинята Чихуахуа е една от най-биологически разнообразните пустини в света. Регионът е сериозно деградирал вследствие прекомерната паша. Мексиканският вълк (Canis lupus baileyi), който някога е бил широко разпространен в областта, днес е почти изчезнал.

### Климат
Пустинята се е образувала, тъй като попада във валежната сянка на двата хребета Западна Сиера Мадре на запад и Източна Сиера Мадре на изток, които блокират по-голямата част от влагата, идваща съответно от Тихия океан и от Мексиканския залив. Климатът в пустинята е сух, само с един влажен сезон през лятото. Средната годишна температура в пустинята е 24 °C. В северните ѝ части зимата е по-тежка, като там са възможни и валежи от сняг. Средното количество годишни валежи в Чихуахуа е 235 mm. Пустинята е относително млада и съществува от едва 8000 години.

### Флора и фауна
Храстът Larrea tridentata е преобладаващият растителен вид в пустинята, растящ на чакълеста или песъчлива почва в долините. В подножията се срещат юка и Opuntia, а по границата между Мексико и САЩ расте кактуса Ferocactus pilosus.
Сред тревистите растения се открояват най-вече Muhlenbergia porteri, Bouteloua gracilis, Bouteloua breviseta и Bouteloua hirsuta. Тревите представляват около 20% от площта на пустинята.